# Прежихов Воранц
Прежихов Воранц - право име Ловро Кухар (1893 – 1950), словеначки књижевник, политички радник комунистичке – марксистичке провинијенције. Борац за социјалну правду и једнакост.

## Биографија - рад и политичка дјелатност
Родио се у селу Котље, 10. августа 1893.
У раној младости био је пољопривредник – фармер, а бавио се и тесарским пословима. Касније је радио као физички радник у фабрикама у Трсту и Горици. По избијању Првог свјетског рата 1914. године мобилисан је у аустроугарску војску. 1916. године дезертира у Италију. У раздобљу између два свјетска рата бави се политичким радом. Члан је КПЈ и политички инструктор у више европских земаља. Шири маркстистичку идеологију међу радницима, указујући на буржоазију - богате, као основни узрок обесправљености и сиромаштва радника, учећи да капиталисти не купују радников рад, већ радну снагу амортизујући је оскудним надницама само онолико колики је доњи праг егзистенцијалног минимума. Године 1934. изабран је у ЦК КПЈ (Централни комитет комунистичке партије Југославије). Судјеловао је као делегат КПЈ на Седмом конгресу Коминтерне. У јесен 1939. године се илегално враћа у Словенију - Краљевина Југославија. НОБ – и, тачније Освободилној фронти приступа 1941. г. Њемачке окупационе снаге су га ухапсиле као илегалаца 1943. године и депортовале у концентрационе логоре у Захсенхаузену и Маутхаузену. Послије ослобођења, у слободној ФНРЈ – и био је савезни народни посланик.
Умро је у Марибору, 18. фебруара 1950.

## Књижевни рад
Реалиста, сликар корушких прилика. Писао је романе, новеле, есеје, приче, мемоаре, путописе. У своме књижевном раду као и у животу уопште бавио се социјалним темама досљедан својој правдољубивости и реалистичком прилазу. 

### Романи
- Пожганица (1939)
- Добердоб (1940)
- Јамница (1945)

### Новеле
- Самоникли (1940)

### Остали радови
- Бој на пожиралнику (1935)
- Љубезен на одру
- Пот на клоп
- Први спопад, Одпустки ин Саморасники
- Водњак